# Acandí
Acandí – miasto w Kolumbii, w departamencie Chocó.